# WJ Please?
Albums de Cosmic Girls
Dream Your Dream
(2018) WJ Stay?
(2019)
Singles
1. Save Me, Save You
Sortie : 19 septembre 2018

WJ Please? est le cinquième EP du girl group sud-coréano-chinois Cosmic Girls. Il est paru le 19 septembre 2018 sous Starship Entertainment et Yuehua Entertainment, et distribué sous Kakao M. Il contient six pistes, incluant la principale "Save Me, Save You".

## Contexte et sortie
Le 3 septembre 2018, Starship Entertainment révèle que Cosmic Girls sortira un nouvel album le 19 septembre.
Les membres chinoises Meiqi, Xuanyi et Cheng Xiao n’ont pas participé pour les promotions de l’album dû à leurs activités en Chine, mais elles ont pris part à l’enregistrement de "Hurry Up" et "You & I".
Le jour de la sortie de l’album, le clip vidéo du titre principal "Save Me, Save You" est mis en ligne,.

## Liste des pistes
| 1.    | Save Me, Save You          | 진리 (Full8loom), Exy              | 장준호 (Full8loom), 진리 (Full8loom), Jake K | 장준호 (Full8loom), Jake K | 3:44 |
| 2.    | You, You, You (너, 너, 너) | 진리 (Full8loom), Exy              | 장준호 (Full8loom), 진리 (Full8loom)         | 장준호                     | 3:41 |
| 3.    | I-yah (아이야)             | 서지음, Exy                        | 최현준, 김승수                               | 최현준, 김승수             | 3:47 |
| 4.    | Masquerade (가면무도회)    | 어벤전승, 정재엽, Exy              | 어벤전승, 정재엽                             | 어벤전승, 정재엽           | 4:13 |
| 5.    | Hurry Up                   | e.one, 를(LEL), Exy                | e.one, 를(LEL)                               | e.one, 를(LEL)             | 3:01 |
| 6.    | You & I (2월의 봄)         | Exy, VINCENZO, Any Masingga, Fuxxy | Exy, VINCENZO, Any Masingga, Fuxxy           | Any Masingga, Fuxxy        | 3:41 |
| 21:12 |                            |                                    |                                              |                            |      |

## Classements

### Mensuels
| Classement (2018)                   | Meilleures positions |
| ----------------------------------- | -------------------- |
| Corée du Sud (Gaon)                 | 3                    |
| Etats-Unis (Billboard World Albums) | 14                   |

### Annuels
| Classement (2018)   | Meilleure position |
| ------------------- | ------------------ |
| Corée du Sud (Gaon) | 8                  |

## Récompenses et nominations
| Année | Cérémonie              | Catégorie    | Résultat   |
| ----- | ---------------------- | ------------ | ---------- |
| 2019  | 33e Golden Disc Awards | Disc Daesang | Nomination |

### Emissions musicales

#### The Show
| Année | Date      | Chanson              |
| ----- | --------- | -------------------- |
| 2018  | 2 octobre | "Save Me, Save You", |

## Historique de sortie
| Région       | Date              | Format                      | Label                                               |
| ------------ | ----------------- | --------------------------- | --------------------------------------------------- |
| Corée du Sud | 19 septembre 2018 | CD téléchargement numérique | Starship Entertainment Yuehua Entertainment kakao M |
| Monde        | 19 septembre 2018 | Téléchargement numérique    | Starship Entertainment Yuehua Entertainment kakao M |